# Віллебадессен
Віллебадессен (нім. Willebadessen) — місто в Німеччині, знаходиться в землі Північний Рейн-Вестфалія. Підпорядковується адміністративному округу Детмольд. Входить до складу району Гекстер.
Площа — 128,13 км2. Населення становить 8154 ос. (станом на 31 грудня 2020).

## Географії

### Адміністративний поділ
Місто  складається з 13 районів:
- Альтенгерзе
- Борлінггаузен
- Айссен
- Енгар
- Фельзен
- Гельмерн
- Ікенгаузен
- Левен
- Нізен
- Пеккельсгайм
- Швекгаузен
- Віллебадессен
- Віллегассен